# Amerikaans basketbalteam (mannen)
Het Amerikaanse basketbalteam  is een team van basketballers dat de Verenigde Staten van Amerika vertegenwoordigt bij internationale wedstrijden. Het team won in 20 deelnames aan de Olympische Spelen (vanaf 1936 t/m 2024, in 1980 werd niet meegedaan wegens de Amerikaanse boycot) 17 maal goud. In 1972 werd de finale verloren van de Sovjet-Unie. In 1988 werd het in de halve finale uitgeschakeld door de Sovjet-Unie. In 2004 werd het in de halve finale uitgeschakeld door Argentinië.

## Het Dream Team
Dream Team is de populaire benaming voor het Amerikaanse heren-basketbalteam dat in 1992 met overmacht goud won op de Olympische Zomerspelen in Barcelona. Latere Amerikaanse afvaardigingen naar de Spelen kregen namen als Dream Team II, Dream Team III, et cetera.
In 1989 besloot de internationale basketbalbond, FIBA, dat voortaan ook spelers uit de Amerikaanse profliga NBA aan de Spelen deel mochten nemen. Na de teleurstellende Olympische Spelen in 1988, waar Team USA brons won, en een nog teleurstellender WK, zon de Amerikaanse bond op een sportieve revanche. Er werd een team samengesteld met voornamelijk supersterren, dat alle wedstrijden met groot verschil won. In de finale werd Kroatië verslagen met 117-85.

### Selectie
| Nr.        | Naam speler        | Team                   |
| ---------- | ------------------ | ---------------------- |
| 4          | Christian Laettner | Duke University        |
| 5          | David Robinson     | San Antonio Spurs      |
| 6          | Patrick Ewing      | New York Knicks        |
| 7          | Larry Bird         | Boston Celtics         |
| 8          | Scottie Pippen     | Chicago Bulls          |
| 9          | Michael Jordan     | Chicago Bulls          |
| 10         | Clyde Drexler      | Portland Trail Blazers |
| 11         | Karl Malone        | Utah Jazz              |
| 12         | John Stockton      | Utah Jazz              |
| 13         | Chris Mullin       | Golden State Warriors  |
| 14         | Charles Barkley    | Philadelphia 76ers     |
| 15         | Magic Johnson      | Los Angeles Lakers     |
|            |                    |                        |
| Coach      | Chuck Daly         | Detroit Pistons        |
| Ass. coach | P. J. Carlesimo    | Seton Hall University  |
| Ass. coach | Mike Krzyzewski    | Duke University        |
| Ass. coach | Lenny Wilkens      | Cleveland Cavaliers    |

## Vervolg-Dream-Teams
Na dit grote succes werd er besloten elke keer een ploeg van NBA-vedetten samen te stellen. Ook in 1996 en 2000 had het Dream Team veel succes. Op de Olympische Spelen in 2004 slaagden ze er echter niet meer in het goud te bemachtigen. Dit kwam enerzijds door verstek van enkele topspelers en anderzijds door een gebrek aan teamplay. In de voorronde werd er verloren van het kleine eiland Puerto Rico en in de halve finale van de uiteindelijke winnaar Argentinië. Team USA moest het doen met brons.
1950:  Argentinië · 
1954:  Verenigde Staten · 
1959:  Brazilië · 
1963:  Brazilië · 
1967:  Sovjet-Unie · 
1970:  Joegoslavië · 
1974:  Sovjet-Unie · 
1978:  Joegoslavië · 
1982:  Sovjet-Unie · 
1986:  Verenigde Staten · 
1990:  Joegoslavië · 
1994:  Verenigde Staten · 
1998:  Joegoslavië· 
2002:  Joegoslavië · 
2006:  Spanje · 
2010:  Verenigde Staten · 
2014:  Verenigde Staten ·
2019:  Spanje ·
2023:  Duitsland